# Світиця (Тотемський район)
Сві́тиця (рос. Светица) — присілок у складі Тотемського району Вологодської області, Росія. Входить до складу Погоріловського сільського поселення.

## Населення
Населення — 4 особи (2010; 4 у 2002).
Національний склад (станом на 2002 рік):
- росіяни — 75 %